# Outlaw 4 Life: 2005 A.P.
Outlaw 4 Life: 2005 A.P. – czwarty studyjny album amerykańskiego zespołu hip-hopowego Outlawz. Został wydany 19 kwietnia, 2005 roku.

## Lista utworów
1. Real Talk
2. Can't Turn Back
3. Celebrate (feat. TQ)
4. Big Ballin' (feat. Stormey & Bun B)
5. They Don't Understand
6. Let It Burn (feat. Chair Krazy)
7. If You Want 2
8. These Are The Times (feat. Stormey, Khujo Goodie & Malachi)
9. Ghetto Gospel Part 2
10. Smiling Faces (feat. F'Lana Star)
11. I Dare U
12. Don't Get It Fucked Up
13. Sarred Vows (And I Do) (feat. Stormey)
14. Better It Get
15. Interlude C. Bone Jones
16. Listen 2 Me
17. Loosin My Mind (feat. Stormey)

## Notowania
| Notowanie (2005)       | Pozycja |
| ---------------------- | ------- |
| Top Independent Albums | 33      |
| Top R&B/Hip-Hop Albums | 44      |